# Tambourissa quadrifida
Tambourissa quadrifida là một loài thực vật có hoa trong họ Monimiaceae. Loài này được Sonn. miêu tả khoa học đầu tiên năm 1782.